# Deposizione Borghese
La Deposizione Borghese è un dipinto a olio su tavola (184x176 cm) di Raffaello Sanzio, datato 1507, firmato (RAPHAEL URBINAS MDVII, in basso a sinistra sul gradino roccioso), e conservato nella Galleria Borghese a Roma. Si tratta dello scomparto principale.

## Storia
La pala d'altare, stando alle notizie riportate da Vasari, venne commissionata da Atalanta Baglioni, appartenente alla celebre famiglia perugina. Il soggetto della pala centrale, la Deposizione di Cristo, piuttosto inconsueto, venne dettato dalla volontà di omaggiare il figlio della donna, Grifonetto, assassinato nel corso di alcuni fatti di sangue interni alla stessa famiglia per il dominio di Perugia nel 1500. Grifonetto aveva infatti ucciso con la spada tutti i parenti maschi rivali nel sonno, in occasione delle nozze "di sangue" di suo cugino Astorre Baglioni con Lavinia Colonna, il 15 luglio. Abbandonato dai suoi stessi familiari, compresa la madre inorridita per l'accaduto, era tornato a Perugia dove Giampaolo Baglioni, miracolosamente scampato alla strage fuggendo per tempo a Marsciano, lo raggiunse e lo fece uccidere, in Corso Vannucci. Poco prima di morire però Grifonetto venne raggiunto dalla madre e dalla moglie, Zenobia, che riuscirono a fargli perdonare i suoi assassini: ormai incapace di parlare, il moribondo toccò la mano della madre in segno di assenso al perdono. I vestiti insanguinati dell'uomo vennero quindi trasportati da Atalanta lungo la via pubblica, e arrivata sui gradini del Duomo ve li gettò pronunciando solennemente: «Che questo sia l'ultimo sangue che scorre su Perugia».
La figura della Vergine nel dipinto quindi doveva rispecchiare il dolore materno della donna, mentre nella Maddalena sarebbe ritratta la moglie Zenobia.
La pala ebbe una lunga elaborazione, testimoniata da una straordinaria serie di disegni e studi in larga parte conservati: ben sedici, oggi ripartiti in musei italiani ed esteri. Il soggetto venne gradualmente mutato dal Compianto sul Cristo morto alla Deposizione nel sepolcro, fondendo più spunti.
L'opera venne collocata nella cappella della famiglia nella chiesa di San Francesco al Prato, dove si trovava già da qualche anno la Pala degli Oddi, sempre di Raffaello. Il successo della pala aprì le porte di Roma a Raffaello, che l'anno dopo venne chiamato da Giulio II.
Fino al 1608 la pala rimase nella chiesa, per essere segretamente portata a Roma con la compiacenza dei frati, su richiesta di Paolo V, il quale ne fece dono al nipote, il cardinale Scipione Borghese, che l'aveva ammirata durante i suoi studi universitari nel capoluogo umbro. Le proteste dei perugini non servirono ad altro che ottenere una copia di buona fattura del Lanfranco e forse anche una seconda del cavalier d'Arpino, mentre il papa emanava un Breve pontificio per dichiarare la tavola "cosa privata" del nipote, mettendo fine in modo categorico alla questione.

### L'evoluzione nei disegni preparatori
| Img | Soggetto                                            | Data            | Tecnica                                                                           | cm        | Luogo                                                               | Commento |
| --- | --------------------------------------------------- | --------------- | --------------------------------------------------------------------------------- | --------- | ------------------------------------------------------------------- | --- |
|     | Compianto sul Cristo morto                          | 1505 circa      | Penna e inchiostro su tracce a stilo e gesso nero                                 | 33,9x39,1 | Parigi, Cabinet des Dessins (Louvre), n. 3865                       | L'idea iniziale per la pala era quella di un Compianto, che mostrasse il corpo sdraiato del Cristo circondato da personaggi dolenti, ispirato a quello di Perugino. Di questo spunto resta un primo disegno al Cabinet des Dessins del Louvre (n. 3865), databile al 1505 circa e probabilmente da riconoscere nella prima ipotesi ad essere mostrata alla committente, con il corpo del Cristo disteso sul terreno, circondato dai dolenti, tra i quali spiccano le figure della Vergine e della Maddalena; rispetto al modello di Perugino Raffaello sviluppò maggiormente il tono drammatico della scena, come è evidente in gesti come quello della donna che scosta il velo di Maria svenuta o quello della Maddalena che stringe le ginocchia di Cristo. |
|     | Pietà: composizione di dieci figure                 | 1505-1506 circa | Penna e inchiostro bruno su carta bianca avorio                                   | 17,9x20,6 | Oxford, Ashmolean Museum, P II 529                                  | Più o meno contemporaneo è considerato il disegno all'Ashmolean Museum (P II 529), in cui si legge un progressivo interesse verso un'azione piuttosto che la statica contemplazione dei personaggi di Perugino. La pia donna a sinistra di Maria infatti sembra essersi appena arrestata dopo essere accorsa, mentre la Maddalena si protende maggiormente, con le mani giunte, verso il centro della scena. Alcune figure del disegno del Louvre sono state eliminate e altre hanno un atteggiamento diverso, all'insegna di una maggiore concentrazione psicologica. La composizione si assesta su una forma a "V", indirizzando maggiormente l'attenzione dello spettatore verso il Cristo.                                                                 |
|     | Studi per la Deposizione                            | 1506 circa      | Penna e inchiostro bruno su carta                                                 | 21,8x30,7 | Oxford, Ashmolean Museum, P II 531                                  | A partire da questo disegno l'azione inizia a concentrarsi sull'azione di tre figure: Cristo morto e due uomini che lo sorreggono: si tratta della prima traccia di un cambiamento radicale, dove al posto del Compianto si opta per una composizione dinamica. Il foglio comprende anche lo studio di tre teste maschili e una femminile, già elaborate fin nei dettagli; l'uomo a destra sembra derivare direttamente dal San Matteo di Michelangelo. |
|     | Gruppo di figure per un compianto sul Cristo morto  | 1506 circa      | Penna e inchiostro                                                                | 25x16,9   | Londra, British Museum, 1895.9.15.636                               | Si tratta di un primo studio per i personaggi poi collocati a destra della rappresentazione. Essi sono di sesso maschile, a giudicare dall'abbigliamento, tranne la figura dai capelli lunghi e sciolti a destra e quella inginocchiata e con le mani giunte, rivolta a sinistra. |
|     | Quattro figure di discepoli nudi                    | 1506 circa      | Penna e inchiostro bruno                                                          | 32,2x19,8 | Oxford, Ashmolean Museum, 530 recto                                 | Questo disegno mostra un altro studio per le figure a destra, simile al precedente. Esse sono ritratte attentamente come nude e senza copricapi. Nella metà sinistra del foglio si vede in trasparenza il verso (vedi successivo). |
|     | Studio anatomico per la figura di Cristo            | 1506 circa      | Penna e inchiostro bruno                                                          | 32,2x19,8 | Oxford, Ashmolean Museum, 530 verso                                 | Il verso del precedente foglio mostra uno studio del corpo di Cristo morto, completamente nudo. I contorni sono punzonati per riportare la figura su un altro supporto. Il braccio abbandonato rimanda alla Pietà vaticana. |
|     | Frammento di una Deposizione                        | 1506 circa      | Punta d'argento su carta preparata rosa                                           | 9,5x12,1  | Parigi, École Nationale Supérieure des Beaux-Arts, inv. EBA 318     | Si tratta di frammento di un probabile studio a figura intera di Cristo, in cui si riconosce uno studio della spalla e del braccio cadente di Gesù morto, simile a quello nella Pietà vaticana, aggiornato a studi dal vero. |
|     | Studio per la Deposizione                           | 1506-1507 circa | Penna                                                                             | 21,3x32   | Londra, British Museum, inv 1963.12.16.1r                           | Da questo studio in poi si assiste al passaggio definitivo al tema del Trasporto al sepolcro, con Cristo tenuto da due personaggi. Alcuni personaggi hanno già la forma che figurerà nella composizione definitiva: la figura maschile di destra, che poi verrà "specchiata", e la donna inginocchiata, che per il velo è già riconoscibile come Maria Vergine. A sinistra si trova un folto gruppo di personaggi, disposti in maniera diversa nella redazione finale, tra cui la Maddalena con i capelli raccolti in un turbante, che si piega in avanti sul corpo del Cristo. |
|     | Studio per il corpo di Cristo e di un portatore     | 1506-1507 circa | Penna e inchiostro bruno                                                          | 23,2x18,5 | Oxford, Ashmolean Museum, P II 525 verso                            | Lo studio riguarda i personaggi a sinistra della Deposizione, col corpo del defunto dal braccio mollemente lasciato penzolare. Del portatore si vedono le gambe. |
|     | Studio per i trasportatori della Deposizione        | 1507 circa      | Penna e inchiostro bruno su contorni in gesso grigio, gesso rosso su carta bianca | 27,9x16,9 | Oxford, Ashmolean Museum, P.II.532                                  | Sono studiate le tre figure, nude, dei trasportatori di Cristo, senza il corpo di Gesù. Più che a uno studio sulla composizione sembra un'analisi della dinamica delle pose in condizione di trasporto di un peso, forse studiate dal vero. Rispetto alla versione definitiva la figura di destra è qui più arretrata. È già presente il dettaglio del gradino. |
|     | Vergine sorretta dalle pie donne                    | 1507 circa      | Penna e inchiostro bruno                                                          | 28,9x20,1 | Londra, British Museum, 1895.9.15.616                               | Si tratta dello studio più avanzato delle figure sulla destra delle pie donne, con Maria svenuta sostenuta dalle compagne. La figura inginocchiata mostra già la torsione indietro, ispirata forse alla "linea serpentina" del Tondo Doni di Michelangelo e presente nella redazione definitiva. |
|     | Vergine sorretta dalle pie donne                    | 1507 circa      | Penna e inchiostro bruno con leggere tracce di matita nera                        | 30,7x20,2 | Londra, British Museum, 1895.9.15.617                               | Come il foglio precedente, mostra uno studio su Maria e le pie donne, analizzato però più dal punto di vista anatomico, con la rappresentazione dello scheletro di due figure. A sinistra si vedono studi sulle acconciature femminili, in diverse posizioni. |
|     | Studio per la Deposizione Borghese                  | 1507 circa      | Penna e inchiostro bruno su gesso nero                                            | 22,8x31,8 | Londra, British Museum, inv. 1855-2-14-1 recto                      | La scelta della disposizione finale delle figure è quasi ultimata. Al centro, al posto di Maria, si trova la Maddalena e il gruppo dei portatori ormai mostra un evidente moto verso sinistra, soprattutto grazie all'espediente dei gradini che vengono scesi. Il contrasto tra personaggi maschili e femminili evidenza il pathos maggiormente. La posa del Cristo morto ricorda da vicino la Pietà vaticana di Michelangelo. |
|     | Mezza figura di giovane donna di profilo a sinistra | 1507 circa      | Penna, lievi tracce di matita nera su carta bianca                                | 26,2x18,9 | Firenze, Gabinetto dei Disegni e delle Stampe (Uffizi), inv. 1477 E | Si tratta di un disegno preparatorio per la figura della Maddalena, piuttosto pacato rispetto alla versione definitiva, con i capelli sciolti sulla spalla e un'espressione maggiormente tragica. |
|     | Studio per il gruppo centrale della Deposizione     | 1507 circa      | Penna e inchiostro bruno, tracce di matita nera su carta bianca                   | 28,9x29,8 | Firenze, Gabinetto dei Disegni e delle Stampe, inv. 538E            | Si tratta della versione più vicina all'opera finale. Ritrae la parte centrale del dipinto, già quadrettata per essere riportata sul cartone a grandezza naturale. Alcuni cambiamenti vennero comunque eseguiti anche successivamente, come la Maddalena che sopraggiunge di fretta. Ormai è comunque evidente come il tema predominante sia passato dal dolore della Vergine e delle pie donne a quello del trasporto. La figura femminile dietro la Maddalena, sebbene incisa anche sulla tavola, venne poi eliminata e spostata a destra in corso d'opera: ciò amplificò la separazione tra i due gruppi, esaltando il giovane in tensione al centro del dipinto.                                                                                           |
|     | Studio di testa                                     | 1507 circa      | Penna o gesso nero lumeggiato di biacca?                                          | 16x11     | Chantilly, Musée Condé, LA 92112                                    | Si tratta di uno studio per la testa di Nicodemo, di tre quarti. L'intera figura si ispira al San Matteo di Michelangelo. |

## Descrizione e analisi

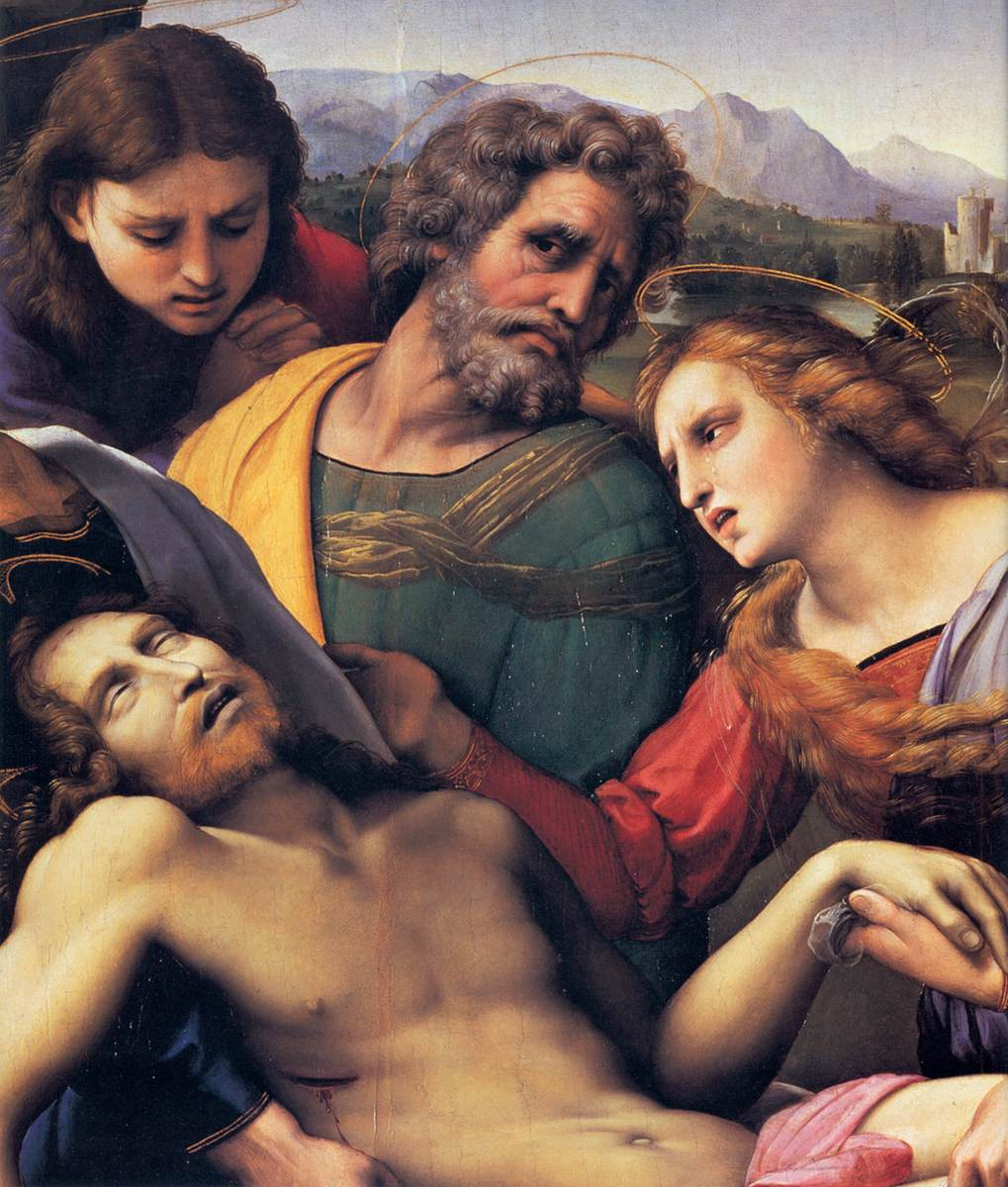
Dettaglio con: il corpo morto di Gesù, San Giovanni Evangelista, Nicodemo e Maria Maddalena con il volto di Zenobia Sforza

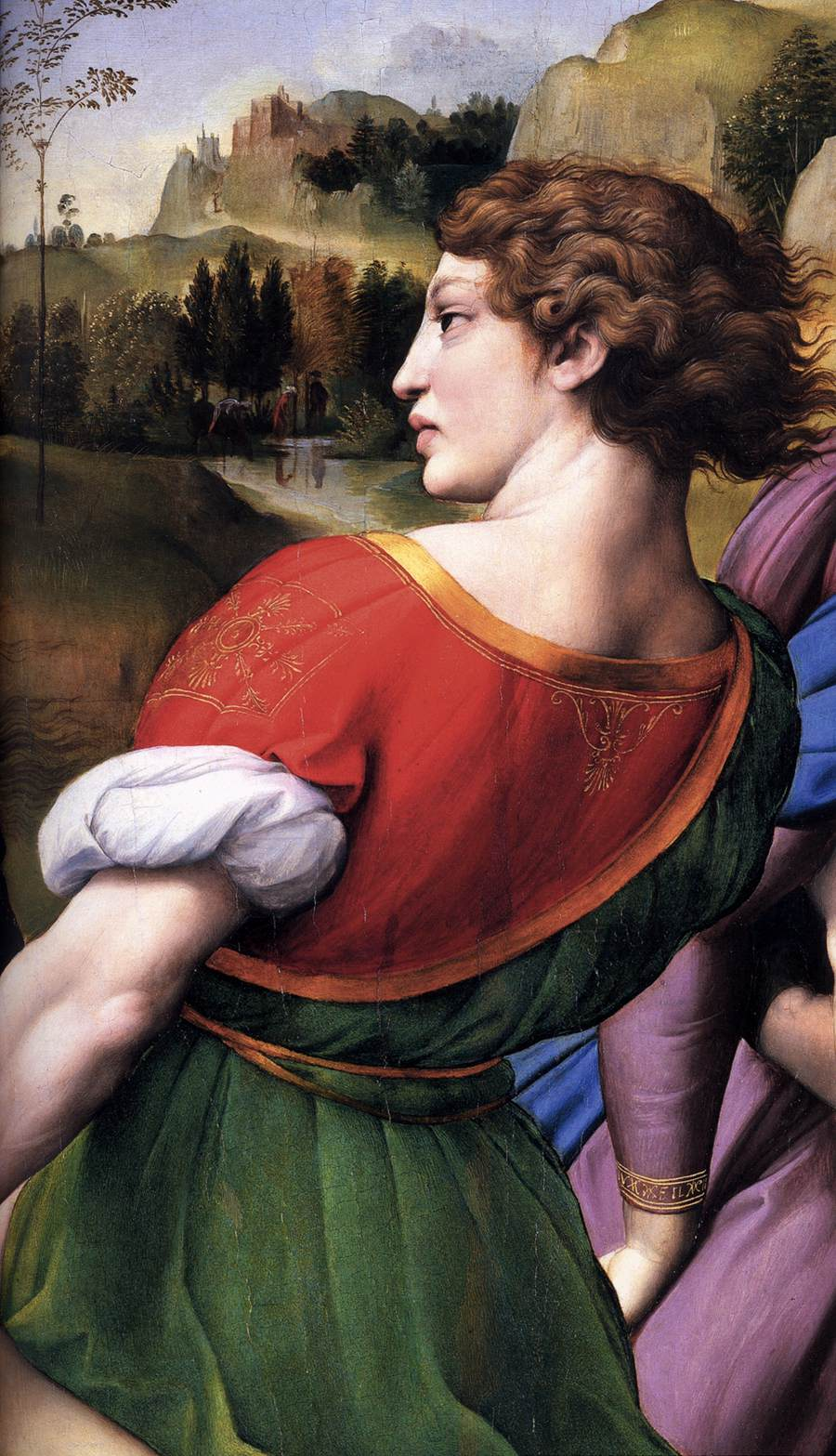
Dettaglio con il giovane uomo al centro, il cui volto è quello di Grifonetto Baglioni

Il Trasporto si ispirò alle scene antiche del Trasporto di Melagro e alla scena nello sfondo della Cappellina dei Corpi Santi nel Duomo di Orvieto, affrescata da Luca Signorelli. Altri modelli furono una Deposizione a stampa di Andrea Mantegna e alcune opere di Michelangelo, per gli atteggiamenti di alcune figure.
Tre uomini stanno portando il corpo morto di Gesù nel sepolcro a sinistra. Essi sono rappresentati inarcati dallo sforzo di trascinare il pesante corpo senza vita e sono ritratti con espedienti che amplificano il senso del movimento (come l'espediente di far salire i gradini alle figure di sinistra) e le espressioni concitate. In particolare spicca il giovane al centro della composizione, assente nei Vangeli, che è un ritratto del defunto Grifonetto Baglioni. Dietro spunta San Giovanni Evangelista con le mani giunte (ispirato a figure di Perugino), mentre al centro di questo gruppo spicca Maria Maddalena dolente, con i capelli al vento, colta nel pietoso gesto di tenere la mano di Gesù accompagnandolo al sepolcro. Il suo volto è quello di Zenobia Sforza, moglie di Grifonetto. Gli altri due uomini sono Giuseppe d'Arimatea a sinistra e Nicodemo tra San Giovanni e Maria Maddalena che guarda lo spettatore.
A destra si trova il gruppo delle pie donne che sostengono la Vergine Maria svenuta, tenuta alla vita dalla donna dietro di lei, mentre una le regge il capo reclinato sulla spalla e l'altra inginocchiata allunga le braccia per sostenerla. Il volto della Madonna è quello di Atalanta Baglioni, la madre di Grifonetto, che commissionò questo dipinto a Raffaello. La donna in ginocchio ha un movimento "a serpentina", ispirato al Tondo Doni di Michelangelo. Altri echi michelangioleschi si colgono nel corpo abbandonato di Gesù, simile a quello della Pietà vaticana e nel vestito giallo e verde di Nicodemo, che si ispirò alla torsione dell'incompiuto San Matteo del Buonarroti.
I due gruppi principali sono raccordati dal giovane trasportatore con il volto di Grifonetto, che si proietta all'indietro.
Lo straordinario paesaggio asseconda ritmicamente la composizione: se l'oscuro sepolcro nella roccia aiuta a stagliare i personaggi a sinistra, a destra le figure sono davanti alla collina del Golgota, mentre al centro la veduta si apre con ampio respiro su una veduta di colline punteggiate dalla presenza umana, con l'immancabile specchio d'acqua e con lontane montagne azzurrine, velate di foschia. In primo piano le pianticelle rappresentate con cura rimandano all'esempio di Leonardo da Vinci.
Straordinaria è la ricchezza dei colori, quasi smaltati, così come la plasticità data dal forte chiaroscuro, che dà alle figure una monumentalità statuaria, e la concatenazione di gesti, sguardi e attitudini, che ne fanno uno dei capolavori dell'artista. Di grande effetto è la resa dei corpi umani nelle svariate posizioni, con attenzione alla resa anatomica, ma anche all'armonia e alla varietà.